# Hírszerző Közösség
Az Egyesült Államok Hírszerző Közössége (US Intelligence Community, IC) az Amerikai Egyesült Államok 17 kormányzati hírszerző titkosszolgálatának föderációja, amelyek különböző alárendeltségi kapcsolatokban, de hasonlóképpen az Egyesült Államok külpolitikájának és nemzetbiztonságának létfontosságú adatokat gyűjtenek, elemeznek és továbbítanak a felhasználókhoz. Az IC vezetője a Nemzeti Hírszerzési Igazgató (Director of National Intelligence, DNI), aki közvetlenül az Egyesült Államok elnökének alárendeltségében dolgozik.

## A kifejezés eredete
Walter Bedell Smith altábornagy vezette be az "Intelligence Community" kifejezés használatát az 1950-1953 közötti időszakban, amikor a Director of Central Intelligence posztját töltötte be.

## Feladatai, szervezete
A Közösség működését a Ronald Reagan elnök által 1981. december 4-én aláírt elnöki rendelet (Executive Order 12333) szabályozza. Eszerint fő feladata biztosítani az Egyesült Államok elnökének és a Nemzetbiztonsági Tanácsnak a külügyi, védelmi és gazdaságpolitika irányításához, a döntések előkészítéséhez szükséges információkat.
Az adatgyűjtés és feldolgozás mellett fontos feladat az eredmények, a „termékek” megfelelő, használható formába öntése a „fogyasztók”, a legkülönbözőbb szinteken tevékenykedő döntéshozók számára, kezdve a harctéri parancsnokoktól egészen az Egyesült Államok elnökéig. További fontos tevékenység a hírszerzési folyamatok és információk biztonságának védelme, azaz az ellenséges hírszerzéssel szembeni elhárítás is.
A Hírszerző Közösség igazgatóját (Director of National Intelligence, DNI, a nemzeti hírszerzés igazgatója) az Egyesült Államok elnöke nevezi ki. Az igazgató az elnök első számú hírszerzési tanácsadója és a Szenátusnak is tartozik beszámolási kötelezettséggel. Kiemelkedő fontosságú (bár kevéssé hangoztatott) feladata a számos, különböző alárendeltségű, különböző jellegű, szükségszerűen párhuzamosságokkal működő szolgálat tevékenységének összehangolása a hatékonyság érdekében. Az ügynökségek közötti együttműködés korábban sok akadályba ütközött szervezet-szociológiai és biztonsági okokból. Az IC nagy erőfeszítéseket tesz ezeknek a nehézségeknek a leküzdésére technológiai, strukturális, eljárási és „kulturális” téren egyaránt. Egy érdekes kezdeményezés az Intellipedia nevű wiki, aminek révén enciklopédikus jellegű hírszerzési információkat tudnak megosztani egymással. Ezenkívül egy sor szervezetet hoztak létre kimondottan az információáramlás meggyorsítására, mint maga az Office of the Director of National Intelligence, a National Counterterrorism Center, a National Intelligence Centers, a Program Manager Information Sharing Environment, és az Information Sharing Council. Mindehhez a jogi és politikai kereteket új törvények és elnöki rendeletek teremtették meg, mint az Intelligence Reform and Terrorism Prevention Act of 2004, és a 2005-ben elfogadott Nemzeti Hírszerzési Stratégia.
Az igazgató gyűjti (DNI) össze a hírszerző szervezetek éves költségvetési igényeit és azokat ő terjeszti elő a döntéshozók számára. Az igazgató és a Hírszerző Közösség munkáját a Nemzeti Hírszerző Tanács segíti.

## A Hírszerző Közösség tagszervezetei

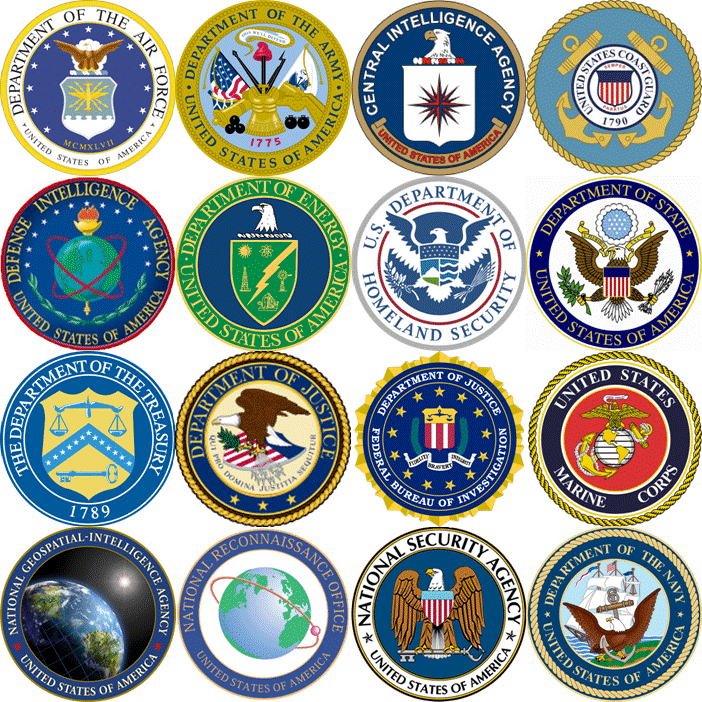
A Hírszerző Közösség tagjainak címerei

Az IC-nek 17 tagja van (elemeknek is nevezik őket), a legtöbbjük az Egyesült Államok központi kormányzatának hivatalai. Az IC vezetője a Director of National Intelligence, akinek a hivatala, az Office of the Director of National Intelligence maga is tagja a Hírszerző Közösségnek. További tagszervezetek, minisztériumi alárendeltségük szerint:
- Az Egyesült Államok elnökének közvetlen alárendeltségében:
  - Central Intelligence Agency (CIA)
- Az Amerikai Védelmi Minisztérium alárendeltségébe tartozó szervezetek: 
  - Defense Intelligence Agency (DIA)
  - National Security Agency (NSA)
  - National Geospatial-Intelligence Agency (NGA)
  - National Reconnaissance Office (NRO)
  - Air Force Intelligence, Surveillance and Reconnaissance Agency (AFISRA)
  - Army Military Intelligence (MI)
  - Marine Corps Intelligence Activity (MCIA)
  - Office of Naval Intelligence (ONI)
- Az energiaügyi minisztérium szervezete:
  - Office of Intelligence and Counterintelligence (OICI)
- A belbiztonsági minisztérium szervezetei:
  - Office of Intelligence and Analysis (I&A)
  - Coast Guard Intelligence (CGI)
- Az igazságügyminisztérium szervezetei
  - Federal Bureau of Investigation, National Security Branch (FBI/NSB)
  - Drug Enforcement Administration, Office of National Security Intelligence (DEA/ONSI)
- A külügyminisztérium szervezete:
  - Bureau of Intelligence and Research (INR)
- A pénzügyminisztérium szervezete:
  - Office of Terrorism and Financial Intelligence (TFI)[6]

## Törvényességi felügyelete
A Hírszerző Közösség és vele együtt az Egyesült Államok teljes hírszerző tevékenységének törvényességi felügyeletét a végrehajtó hatalom részéről elsődlegesen az elnök hírszerzési tanácsadó testülete, (President's Foreign Intelligence Advisory Board), a Hírszerző Közösség Egyesült Tanácsa (Joint Intelligence Community Council), a Főfelügyelői Hivatal (Office of the Inspector General), valamint az Igazgatási és Költségvetési Hivatal (Office of Management and Budget) biztosítja. (A két utóbbi szervezet az amerikai szövetségi kormányzat minden szintjén megtalálható, az adott egységhez rendelt ellenőrző hivatal.) A kétkamarás törvényhozás, azaz az Amerikai Egyesült Államok Kongresszusa részéről a törvényességi felügyeletet a képviselőház és a szenátus részéről egy-egy állandó bizottság látja el.

## Költségvetése
Az Egyesült Államok hírszerzési költségvetésének végösszegét az úgynevezett 9/11 bizottság tevékenysége nyomán elfogadott törvény alapján 2006 óta nyilvánosságra kell hozni. Ezt az adatot 2005-ben szakértők mintegy 45 milliárd USD-ra becsülték. A nyilvánosságra hozott főösszeg 2006-ban 40,9 milliárd USD, 2007-ben 43,5 milliárd USD, 2008-ban 47,5 milliárd USD, 2009-ben 49,8 milliárd USD, 2010-ben 53,1 milliárd USD, és 2012-ben 53,9 milliárd USD volt.
A költségvetés minden további részlete szigorúan titkos maradt. Edward Snowden leleplezései nyomán azonban a Washington Post 2013 augusztusában részletes oknyomozó cikket közölt a Hírszerző Közösség egyes nagy tagszervezeteinek költségvetéséről, és azok belső megoszlásáról. Eszerint az Egyesült Államok hírszerző szerveinek együttes költségvetése 2013-ban 52,6 milliárd USD volt. Az alábbi táblázatok az öt legnagyobb ügynökség adatait tartalmazzák.(Adatok milliárd USD-ban)
| A szervezet neve | A szervezet neve                         | Igazgatási és fenntartási költségek (Management and support) | Adatbeszerzés (Data collection) | Adatfeldolgozás és értékelés (Data processing and exploitation) | Adatelemzés (Data analysis) | Összesen |
| ---------------- | ---------------------------------------- | ------------------------------------------------------------ | ------------------------------- | --------------------------------------------------------------- | --------------------------- | -------- |
|                  | Central Intelligence Agency              | 01,8                                                         | 11,50                           | 0,387                                                           | 1,10                        | 14,787   |
|                  | National Security Agency                 | 05,2                                                         | 02,50                           | 1,60                                                            | 1,50                        | 10,80    |
|                  | National Reconnaissance Program          | 01,8                                                         | 06,00                           | 2,50                                                            | –                           | 10,30    |
|                  | National Geospatial-Intelligence Program | 02,0                                                         | 00,537                          | 1,40                                                            | 0,973                       | 04,910   |
|                  | General Defense Intelligence Program     | 01,7                                                         | 01,30                           | 0,228                                                           | 1,20                        | 04,428   |
| Összesen         | Összesen                                 | 12,5                                                         | 21,837                          | 6,115                                                           | 4,773                       | 45,225   |

## Amerikai hírszerző tevékenység a Hírszerző Közösségen túl
A The Washington Post 2010-es adatai szerint az Egyesült Államokban 1271 kormányhivatal és 1931 magánvállalat foglalkozott 10 000 helyszínen hírszerzési, terrorelhárítási, belbiztonsági tevékenységgel és összesen 854 000 olyan embert alkalmaztak, akik jogosultak voltak szigorúan titkos adatokhoz való hozzáférésre. Az Office of the Director of National Intelligence 2008-as elemzése szerint pedig a Hírszerző Közösség összes dolgozójának 29%-a volt külső szerződéses alkalmazott, és őrájuk fordították az összes személyi költség 49%-át.
A Hírszerző Közösségen kívül az Egyesült Államokban működnek továbbá igen jelentős más titkosszolgálatok, amelyeknek nem kimondottan hírszerző, hanem elsősorban védelmi, elhárító jellegű feladatai vannak. Ilyen elsősorban az FBI, aminek csak egy ágazata tagja az IC-nek, valamint a United States Secret Service, ami elsősorban az elnök biztonságáért felelős, de számos más feladatot is ellát.

## Titoktartás és a nyilvánosságra került adatok megbízhatósága
A sikeres kémkedés előfeltétele a szigorú titoktartás. A hírszerző szervezetek munkájára, a nyilvánossággal való kapcsolatukra jellemző adataik, információik rendkívül fegyelmezett és szűkös megosztása.
A Hírszerző Közösség az amerikai hagyományoknak megfelelően egy fokkal nyitottabb, mint más országok szolgálatai, különösen a keleti országokban, de a róluk és tagszervezeteikről nyilvánosságra került adatok így is szűkösek, szórványosak és gyakran ellentmondásosak.
A amerikai szolgálatok tevékenységének óriási kiterjedtsége, a részt vevő személyek nagy száma miatt a 2010-es években a WikiLeaks hatalmas adattömeghez jutott, amit az oknyomozó újságírók alaposan feldolgoztak. Arra is számítani kell azonban, hogy a nyilvánosságra került legérzékenyebb adatokat, tényeket, éppen a lelepleződés miatt, a szervezetek a kárelhárítás során folyamatosan megváltoztatják.

## Fordítás
- Ez a szócikk részben vagy egészben  az   United States Intelligence Community című angol Wikipédia-szócikk ezen változatának fordításán alapul.  Az eredeti cikk szerkesztőit annak laptörténete sorolja fel. Ez a jelzés csupán a megfogalmazás eredetét és a szerzői jogokat jelzi, nem szolgál a cikkben szereplő információk forrásmegjelöléseként.